# Gyöngyházfényű törpesügér
A gyöngyházfényű törpesügér (Apistogramma agassizii) a sugarasúszójú halak (Actinopterygii) osztályába, ezen belül a sügéralakúak (Perciformes) rendjébe és a Cichlidae családjába tartozó faj.

## Előfordulása
Dél-Amerika, az Amazonas mellékfolyói (Brazília)

## Megjelenése
A hím testhossza 7-8 centiméter, a nőstény 5 centiméter. Teste sárgásbarna, középen fekete csíkkal, mely a farokrészre is átnyúlik. A hím hátúszójának első sugarai hosszúak, élénk piros farokúszójuk nyílhegy alakú. Az egyes tenyésztett akváriumi változatoknál hiányzik a hímek farokúszójából a törzsalakra jellemző fehér patkó alakú rajzolat, helyette fekete színű az úszó szegélye (például az A. agassizii „DOUPLE-RED”).

## Életmódja
Mindenevő, a vadonban rákokkal és gerinctelenekkel táplálkozik.

## Szaporodása
A nőstény egy kis üregbe vagy odúba rakja az ikráit, ezalatt a hím a szokásosnál is jobban őrzi kettejük területét más hímekkel szemben. Az ivadékok kb. egy héttel az ikrarakás után tudnak úszni és a szüleik felügyelete alatt maradnak egészen a következő ikrázásig. Az ivadékok nagyon apró eleséget igényelnek az első hetekben. A hímek nehezen férnek meg egymás mellett.

## Tartása
Kedvelik a kissé savas, jól szűrt, 25-27 fokos vizet. Viszonylag igénytelen faj. 100 literen 1 hímet és 3-4 nőstényt tartsunk.  
Elég félénk halak, kedvelik a búvóhelyekkel teli akváriumokat. Nagyon jól összeférnek a pontylazacokkal (Characidae), például tetrákkal, melyek remekül kitöltik az akvárium alsó zónáit. A szaporodás könnyen lezajlik az akváriumban is, főleg azoknál a változatoknál, melyek nem túl kényesek a vízminőségre.

## Külső hivatkozás
- Diszhal.info
- Fishbase.org[halott link]